# 武射郡
- 令制国一覧 > 東海道 > 上総国 > 武射郡
- 日本 > 関東地方 > 千葉県 > 武射郡

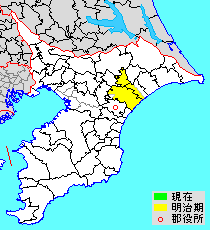
千葉県武射郡の位置

武射郡（むさぐん）は、千葉県（上総国）にあった郡。本来はむさと読み、江戸時代頃からむしゃという読み方が慣用化したとされるが、明治13年（1880年）の「郡区町村一覧」ではむさと訓じている。

## 古代
武社国造の領域を中心に編成された。『大日本地名辞書』「上総国」では、「されば山辺武射は上総の管内とするも、地形は全く下総に入り、房総半島に係らずと知るべし」としているが、『日本古代史地名事典』「武射郡」には、「当郡が上総国に組み込まれているのは、それなりの歴史的、地理的な理由があり、本拠とした武社国造は、『古事記』孝昭天皇の段によると牟邪臣という氏姓を帯び、『先代旧事本紀』「国造本紀」に和珥氏と同じく孝昭天皇の後裔と称しており、東国の国造で臣というカバネを有し和珥氏と同祖と称するのはめずらしい」とある。また隣接する山辺郡は、「大和国の山辺郡と無関係ではない」ともある。なお、『千葉県の歴史』「千葉と房総三国の名の由来」は上総と下総の位置関係について、『古語拾遺』の天富命による開拓のことを載せ、「黒潮に乗って西国からの移住や開拓が、外房側から進められたため」とする。
『万葉集』巻二十 防人歌には、当郡出身の丈部山代の詠んだ「よそにのみ 見てや渡らも 難波潟 雲居に見ゆる 島ならなくに」が載せられている。また、『続日本紀』神護景雲3年（769年）3月13日の条で武射臣を与えられた陸奥国牡鹿郡の春日部奥麻呂らは、本来当郡に居住した一族で蝦夷征討に伴い移動したものとみられている。春日氏も武社国造と同じく和珥氏と同祖とされていることから当郡と無関係ではない。
平安時代、上総介に任じられた平高望が屋形を置き、高望の子良兼は、当郡を本拠として甥であり聟でもある将門と争った。源頼朝に呼応した千葉氏により下総目代が討たれた際には、藤原親政が千葉荘を攻めるにあたって当郡を通っている（結城浜の戦い）。

### 郷
『和名類聚抄』に記される郡内の郷（11郷）。
巨備、加毛、理倉、狎猥、長倉、畔代、片野、大蔵、新居、新屋、植屋

## 明治維新後
1878年（明治11年）に行政区画として発足した当時の郡域は、現在の行政区画では概ね以下の区域にあたる。
- 山武市の大部分（白幡・下布田・植草・雨坪・武勝を除く）
- 東金市の一部（求名）
- 山武郡芝山町の全域
- 山武郡横芝光町の一部（栗山川以西）

### 近代以降の沿革
- 「旧高旧領取調帳」に記載されている明治初年時点での当郡域の支配は以下の通り。●は村内に寺社領が、○は寺社除地（領主から年貢免除の特権を与えられた土地）が存在。

| 知行         | 知行                       | 村数 | 村名 |
| ------------ | -------------------------- | ---- | --- |
| 幕府領       | 幕府領                     | 5村  | 麻生新田、栗山新田、横谷村新田（詳細不明）、香山新田、平野新田 |
| 幕府領       | 旗本領                     | 70村 | 稲葉村、東加茂村、西加茂村、住母家村、坂田取立村、坂田曾根合村、坂田於幾村、○横芝村、猿尾村、新泉村、親田村、遠山村、引越村、市場村、大台村、山田村、津辺村、下大蔵村、岩山村、岩山村新田、宮崎村、下武射村、山中村、飯櫃村、三島村、横地村、小川村、古川村、長倉村、小原子村、新井田新田、谷台村、姥山村、木戸台村、鳥食上村、鳥食下村（鳥食新田を含む）、○中台村、栗山村、求名村、柴山村、上吹入村、小泉村、中津田村、両国新田、和田村（のち松尾町）、木刀村、五反田村、富口村、上大蔵村、芝原村、北清水村、本柏村、下野村、坂田市場村、坂田寺方村、坂田小堤村、水深村、下之郷村、島戸村、早船村、境村、朝倉村、牧野村、真行寺村、殿辺田村、田越村、板中新田、大堤村、川崎村、古和村 |
| 幕府領       | 幕府領・旗本領             | 27村 | 坂志岡村、山室村、草深・五木田村、殿台村、本須賀村、金尾村、冨田村、小松村、中里村、高谷村、広根村、●○松ヶ谷村、木戸村、下横地村、谷津村、新井田村、下吹入村、牛熊村、○折戸村、五木田村、八田村、高田村、寺崎村、戸田村、借毛本郷村、子借毛村、馬渡村 |
| 藩領         | 下総結城藩                 | 5村  | 木原村、和田村（のち成東町）、成東村、板付村、大木村 |
| 藩領         | 下総生実藩                 | 1村  | 屋形村 |
| 藩領         | 羽前長瀞藩                 | 1村  | 白升村 |
| 藩領         | 土佐高知新田藩             | 1村  | 小池村 |
| 藩領         | 三河西端藩                 | 1村  | 野中村 |
| 幕府領・藩領 | 幕府領・旗本領・結城藩     | 2村  | 森村、埴谷村 |
| 幕府領・藩領 | 幕府領・旗本領・上総飯野藩 | 2村  | 井之内村、蓮沼村 |
| 幕府領・藩領 | 幕府領・旗本領・長瀞藩     | 1村  | 菱田村 |
| 幕府領・藩領 | 幕府領・結城藩             | 2村  | 武勝村、湯坂村 |
| 幕府領・藩領 | 幕府領・下総高岡藩         | 3村  | 実門村、横田村、沖渡村 |
| 幕府領・藩領 | 旗本領・結城藩             | 5村  | 椎崎村、野堀村、板川村、姫島村、矢部村 |
| 幕府領・藩領 | 旗本領・長瀞藩             | 1村  | 蕪木村 |
| 幕府領・藩領 | 旗本領・西端藩             | 2村  | 新堀村（新井堀村の誤記か）、上横地村 |

- 慶応4年7月2日（1868年8月19日） - 幕府領などが安房上総知県事の管轄となる。
- 明治初年に成東村が成東町に改称。また、このころ坂田市場村を除く「坂田」の冠称を廃止。
- 明治元年
  - 9月21日（1868年11月5日） - 遠江掛川藩が転封し、柴山藩となる。
  - 柴山藩の入封にともない飯野藩で領地替えが行われ、飯野藩領の全域と安房上総知県事のほぼ全域（武勝村の一部を除く）が柴山藩となる。
- 明治2年
  - 2月9日（1869年3月21日） - 安房上総知県事（武勝村の一部）が宮谷県となる。
  - 11月19日（1869年12月21日） - 羽前長瀞藩が上総大網藩に転封。
  - 大堤村、猿尾村、八田村の各一部より松尾村が、五反田村、水深村の各一部より祝田村が、小借毛村、馬渡村の各一部より小馬野村が成立。
  - 水深村のうち藩士邸地が水深（町および村は称さず）となる。
- 明治3年
  - 8月25日（1870年9月20日） - 高知新田藩の高知藩への編入により、領地が宮谷県を経て柴山藩領となる。
  - 3月 - 柴山藩庁が松尾に移転。
- 明治4年
  - 1月13日（1871年3月3日） - 柴山藩が松尾藩に改称。
  - 2月17日（1871年4月6日） - 上総大網藩が常陸龍ヶ崎藩に転封。
  - 7月14日（1871年8月29日） - 廃藩置県により、藩領が結城県、龍ヶ崎県、西端県、高岡県、松尾県の管轄となる。
  - 11月14日（1871年12月25日） - 郡内の各県（飛地領を除く）が木更津県に統合。
- 1873年（明治6年）6月15日 - 木更津県が印旛県に統合して千葉県が発足。
- 1875年（明治8年） - 稲葉村、東加茂村、西加茂村、住母家村、白升村、坂志岡村が合併して大里村が成立。
- 1877年（明治10年）
  - 小借毛村、馬渡村が合併して高富村が成立。
  - 下武射村、野中村、中里村が合併して武野里村が成立。
  - 新堀村、三島村が合併して新島村が成立。
- 1878年（明治11年）
  - 11月2日 - 郡区町村編制法の千葉県での施行により、行政区画としての武射郡が発足。「山辺武射郡役所」が山辺郡東金町に設置され、同郡とともに管轄。
  - 坂田市場村が坂田村に改称。
  - 和田村（のち松尾町）が東和田村に改称。
- 1879年（明治12年）
  - 和田村（のち成東町）が東和田村に改称。ただし、成東町への合併時には和田村に名を戻している。
  - 武勝村が山辺郡に移管。山辺郡から富田高野村、島村が移管。
- 1882年（明治15年） - 小馬野村が高富村に編入。
- 1884年（明治17年） - 横地村が無民家、無反別のため消滅。
- 1887年（明治20年） - 東和田村（のち松尾町）が広根村に編入。

### 町村制以降の沿革

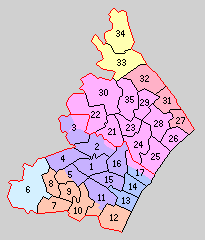
21.成東町 22.日向村 23.大富村 24.南郷村 25.緑海村 26.蓮沼村 27.上堺村 28.大平村 29.松尾村 30.睦岡村 31.旭村 32.大総村 33.二川村 34.千代田村 35.豊岡村 （紫：東金市 桃：山武市 黄：芝山町 赤：横芝光町 1 - 17は山辺郡）

- 1889年（明治22年）4月1日 - 町村制の施行により、武射郡に以下の町村が発足。（1町14村）
  - 日向村 ←矢部村、森村、椎崎村、木原村、大木村（現・山武市）
  - 成東町 ←成東町、殿台村、島村、津辺村、和田村、市場村、親田村、湯坂村、板付村、川崎村（現・山武市）
  - 大富村 ←富田村、早船村、芝原村、寺崎村、真行寺村、島戸村、野堀村、新泉村（現・山武市）
  - 南郷村 ←上横地村、下横地村、富田幸谷村、五木田村、草深村、小泉村、富口村（現・山武市）
  - 緑海村 ←松ヶ谷村、井之内村、小松村、木戸村（現・山武市）
  - 蓮沼村 ←蓮沼村、平野新田（現・山武市）
  - 上堺村 ←新島村、北清水村、屋形村（現・山武郡横芝光町）
  - 大平村 ←借毛本郷村、広根村、下野村、折戸村、下之郷村、高富村、木刀村、本柏村、武野里村（現・山武市）
  - 松尾村 ←田越村、大堤村、猿尾村、松尾村、八田村、祝田村、五反田村、水深、水深村（現・山武市）
  - 睦岡村 ←埴谷村、沖渡村、実門村、横田村、板川村、板中新田、中津田村、麻生新田、戸田村（現・山武市）
  - 旭村 ←横芝村、古川村、栗山村（栗山新田を含む）、鳥喰上村、鳥喰下村、鳥喰新田、両国新田（現・山武郡横芝光町）
  - 大総村 ←木戸台村、長倉村、於幾村、寺方村、曽根合村、小堤村、坂田村、取立村、姥山村、遠山村、谷台村、牛熊村、中台村（現・山武郡横芝光町）
  - 二川村 ←柴山村、小池村、山中村、殿部田村、高谷村、境村、宮崎村、新井田村、新井田新田、上吹入村、下吹入村、牧野村、高田村、大台村（現・山武郡芝山町）
  - 千代田村 ←大里村、菱田村、香山新田、朝倉村、岩山村、飯櫃村、小原子村、山田村（現・山武郡芝山町）
  - 豊岡村 ←山室村、引越村、谷津村、古和村、金尾村、小川村、上大蔵村、下大蔵村、蕪木村（現・山武市）
  - その他、求名村、姫島村が山辺郡公平村に、本須賀村が山辺郡鳴浜村に編入。
- 1893年（明治26年）1月27日 - 旭村が改称して横芝村となる。（1町14村）
- 1897年（明治30年）4月1日 - 郡制の施行により、山辺郡・武射郡の区域をもって山武郡が発足。同日武射郡廃止。

## 行政
山辺・武射郡長
| 代 | 氏名 | 就任年月日                | 退任年月日                | 備考                           |
| -- | ---- | ------------------------- | ------------------------- | ------------------------------ |
| 1  |      | 明治11年（1878年）11月2日 |                           |                                |
|    |      |                           | 明治30年（1897年）3月31日 | 山辺郡との合併により武射郡廃止 |